# Мая Джойнт
Мая Джойнт (англ. Maya Joint) — австралійська тенісистка, що народилася в США.
Джойнт народилася в родині австралійського професійного гравця в сквош Майкла Джойнта та німкені. На початку, у віці  16 років,  вона вирішила грати під прапором батькової батьківщини й переселилася в Брисбен.

## Історія виступів
| W | Ф | ПФ | ЧФ | #Р | КТ | К# | P# | DNQ | A | Z# | PO | G | S | B | NMS | NTI | P | NH |

### Одиночний розряд
Станом на кінець Grand Prix SAR La Princesse Lalla Meryem 2025, одиночний розряд.
| Турніри Великого шолома |     |       |           |            |            |            |
| Australian Open         | К3  | 1к    | 0 / 1     | 0–1        | 0%         |            |
| French Open             | A   | 1к    | 0 / 1     | 0–1        | 0%         |            |
| Wimbledon               | К2  |       | 0 / 0     | 0–0        | –          |            |
| US Open                 | 2к  |       | 0 / 1     | 1–1        | 50%        |            |
| Виграші-Поразки         | 1–1 | 0–2   | 0 / 3     | 1–3        | 25%        |            |
| Турніри WTA 1000        |     |       |           |            |            |            |
| Qatar Open              | A   | A     | 0 / 0     | 0–0        | –          |            |
| Дубай                   | A   | A     | 0 / 0     | 0–0        | –          |            |
| Indian Wells Open       | A   | 1к    | 0 / 1     | 0–1        | 0%         |            |
| Miami Open              | A   | К2    | 0 / 0     | 0–0        | –          |            |
| Madrid Open             | A   | 2к    | 0 / 1     | 1–1        | 50%        |            |
| Italian Open            | A   | 2к    | 0 / 1     | 1–1        | 50%        |            |
| Canadian Open           | A   |       | 0 / 0     | 0–0        | –          |            |
| Cincinnati Open         | A   |       | 0 / 0     | 0–0        | –          |            |
| Win–loss                | 0–0 | 2–3   | 0 / 3     | 2–3        | 40%        |            |
| Статистика              |     |       |           |            |            |            |
| Турнірів                | 2   | 13    |           | Всього: 15 | Всього: 15 | Всього: 15 |
| Титулів                 | 0   | 1     |           | Всього: 1  | Всього: 1  | Всього: 1  |
| Фіналів                 | 0   | 1     |           | Всього: 1  | Всього: 1  | Всього: 1  |
| Загалом в-п             | 1–2 | 30–13 | 1 / 15    | 31–15      | 67%        |            |
| Рейтинг на кінець року  | 119 |       | 607 988 $ | 607 988 $  | 607 988 $  |            |

1. 1 2  З 2009 по 2024 перший турнір року з чільних п'яти чергувався між Dubai Tennis Championships та Qatar Ladies Open. З 2009 по 2011 турнір в Дубаї належав до чільної п'ятірки, а протягом років 2012–2014 такий статус мав турнір у Досі. У 2015 Дубай повернув собі статус, а Доха стала місцем проведення просто прем'єрного турніру. У 2021 чільна п'ятірка отримала статус  WTA 1000.

## Фінали турнірів WTA

### Одиночний розряд: 2 титули
| Легенда          |
| ---------------- |
| Grand Slam (0–0) |
| WTA 1000 (0–0)   |
| WTA 500 (0–0)    |
| WTA 250 (2–0)    |

| За поверхнею |
| ------------ |
| Хард (0–0)   |
| Грунт (1–0)  |
| Трава (1–0)  |

| Фінали за умовами |
| ----------------- |
| Під небом (2–0)   |
| В залі (0–0)      |

| Результат | В–П | Дата     | Турнір                           | Статус  | Поверхня | Opponent        | Рахунок              |
| --------- | --- | -------- | -------------------------------- | ------- | -------- | --------------- | -------------------- |
| Перемога  | 1–0 | Тра 2025 | Morocco Open, Марокко            | WTA 250 | Грунт    | Жаклін Крістіан | 6–3, 6–2             |
| Перемога  | 2–0 | Чер 2025 | Eastbourne Open, Велика Британія | WTA 250 | Трава    | Александра Еала | 6–4, 1–6, 7–6(12–10) |

### Парний розряд: 2 (1 титул)
| Легенда          |
| ---------------- |
| Grand Slam (0–0) |
| WTA 1000 (0–0)   |
| WTA 500 (0–0)    |
| WTA 250 (1–1)    |

| За поверхнею |
| ------------ |
| Хард (0–0)   |
| Грунт (1–0)  |
| Трава (0–1)  |

| Фінали за умовами |
| ----------------- |
| Під небом (1–1)   |
| В залі (0–0)      |

| Результат | В–П | Дата     | Турнір                           | Статус  | Поверхня | Партнер            | Супротивники                          | Рахунок  |
| --------- | --- | -------- | -------------------------------- | ------- | -------- | ------------------ | ------------------------------------- | -------- |
| Перемога  | 1–0 | Тра 2025 | Morocco Open, Morocco            | WTA 250 | Грунт    | Оксана Калашнікова | Аньєліка Морателлі Камілла Росательйо | 6–3, 7–5 |
| Поразка   | 1–1 | Чер 2025 | Eastbourne Open, Велика Британія | WTA 250 | Трава    | Сє Шувей           | Маріє Боузкова Анна Даніліна          | 6–4, 7–5 |

## Фінали турнірів WTA Challenger

### Одиночний розряд: 1 фінал
| Результат | В–П | Дата     | Турнір              | Поверхня | Opponent     | Рахунок       |
| --------- | --- | -------- | ------------------- | -------- | ------------ | ------------- |
| Поразка   | 0–1 | Лип 2024 | Polish Open, Польща | Хард     | Алісія Паркс | 6–4, 3–6, 3–6 |

### Парний розряд: 2 (1 титул)
| Результат | В–П | Дата     | Турнір                        | Поверхня | Партнер       | Супротивники                          | Рахунок          |
| --------- | --- | -------- | ----------------------------- | -------- | ------------- | ------------------------------------- | ---------------- |
| Перемога  | 1–0 | Лют 2025 | Cancun Tennis Open, Мексика   | Хард     | Тейла Престон | Альона Большова Івонн Кавальє Реймерс | 6–4, 6–3         |
| Поразка   | 1–1 | Бер 2025 | Puerto Vallarta Open, Мексика | Хард     | Ена Сібахара  | Ганна Чанг Крістіна Макгейл           | 6–2, 2–6, [7–10] |